# Glypta ferruginea
Glypta ferruginea är en stekelart som beskrevs av Dasch 1988. Glypta ferruginea ingår i släktet Glypta och familjen brokparasitsteklar. Inga underarter finns listade i Catalogue of Life.